# Sex-links

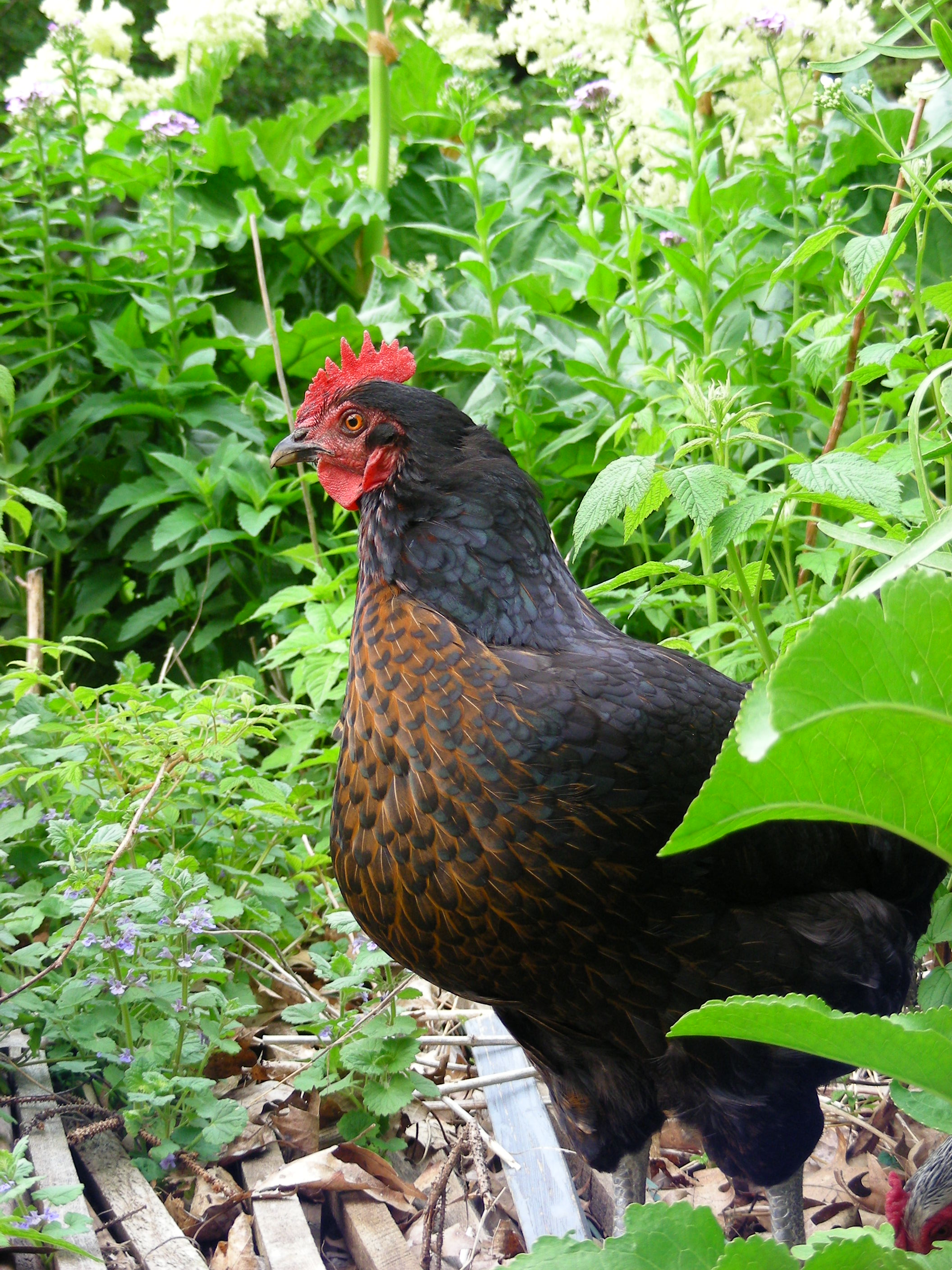
Una gallina negra sex-link.

Los sex-unidos (del inglés sex-links),  son gallos y gallinas cruzados cuyo color, en el momento de la eclosión, es diferente según el sexo, lo que facilita el proceso de sexado de los pollitos. Existen varias variedades de sex-links. Como híbridos de razas ponedoras o de doble propósito a los que se ha infundido un vigor extra mediante heterosis, las sex-links pueden ser ponedoras de huevos extremadamente buenas que a menudo producen 300 huevos al año o más, dependiendo de la calidad de los cuidados y la alimentación. El color de sus huevos varía según la mezcla de razas, y es posible que sean de color azul verdoso.
Los pollos masculinos y femeninos de una misma raza con ligamiento sexual similar se denominan pollos autosexuales, término desarrollado para diferenciar el ligamiento sexual en los pollos de raza pura del ligamiento sexual en los pollos cruzados.

## Tipos de sexunidos
Muchas variedades comunes se conocen como sex-link negro (también llamadas estrellas negras) y sex-link rojo (asimismo llamadas estrellas rojas). También son comunes los nombres de variedades más específicas.
Los sex-link negros como las «rocas negras» son un cruce entre cepas híbridas únicas especialmente criadas de gallo Rhode Island Red (pero cualquier gallo no blanco y no barrado puede ser utilizado para otros cruces de sex-link negro) y una gallina Barred Rock (que llevan tanto genes negros extendidos como barrados).
Los sex-links rojos son cruces entre un gallo Rhode Island Red o New Hampshire y una gallina White Rock (esta pareja se conoce como Golden Comet), Silver Laced Wyandotte, Rhode Island White o Delaware.
Ejemplos de razas con sexos rojos son la Red Shaver y la ISA Brown que se encuentran en Canadá.
Las aves blancas no deben utilizarse en cruces ligados al sexo, porque el alelo de color blanco es a veces dominante y a veces recesivo.

## Galería

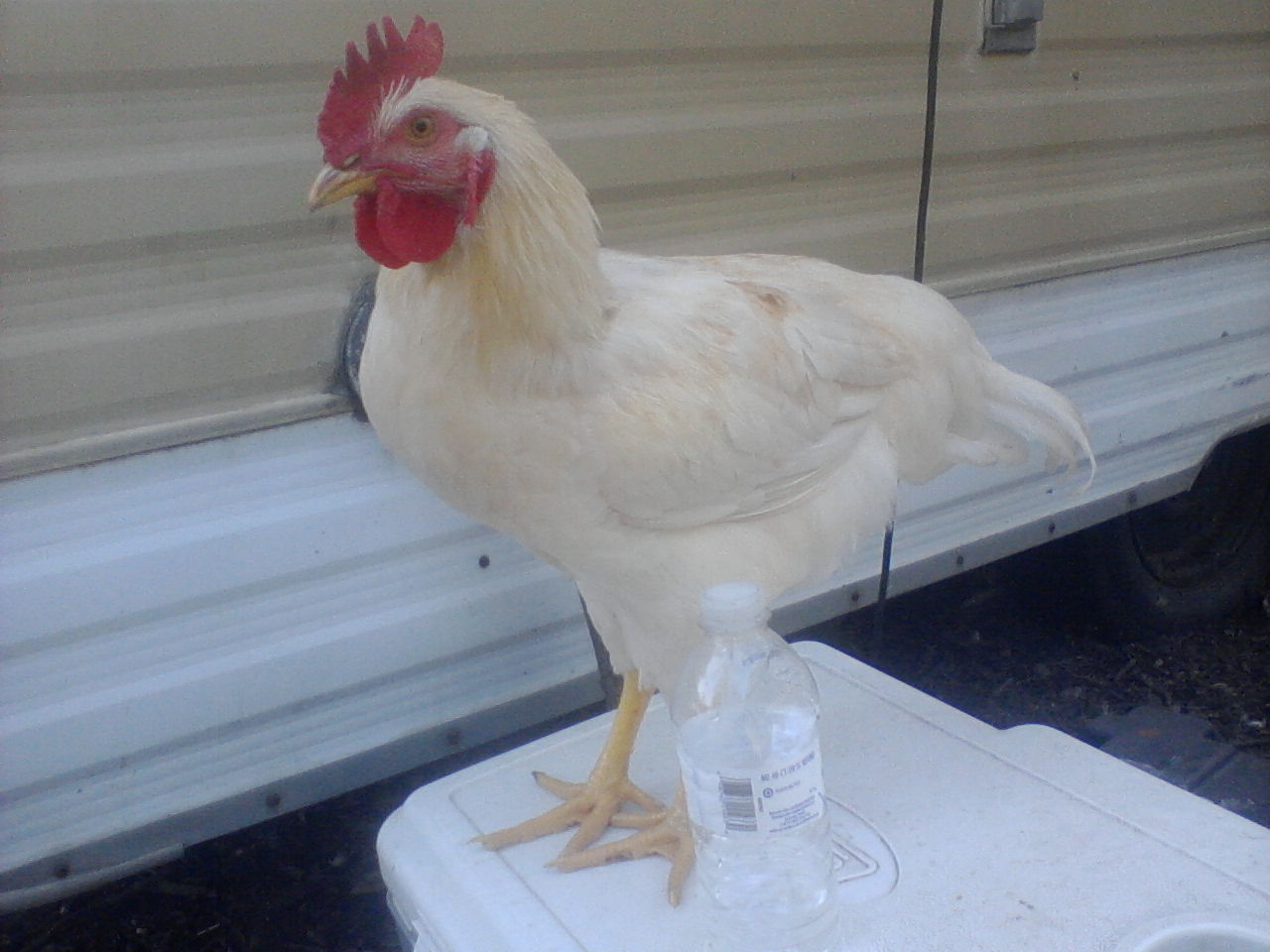
Gallo rojo sex-link.
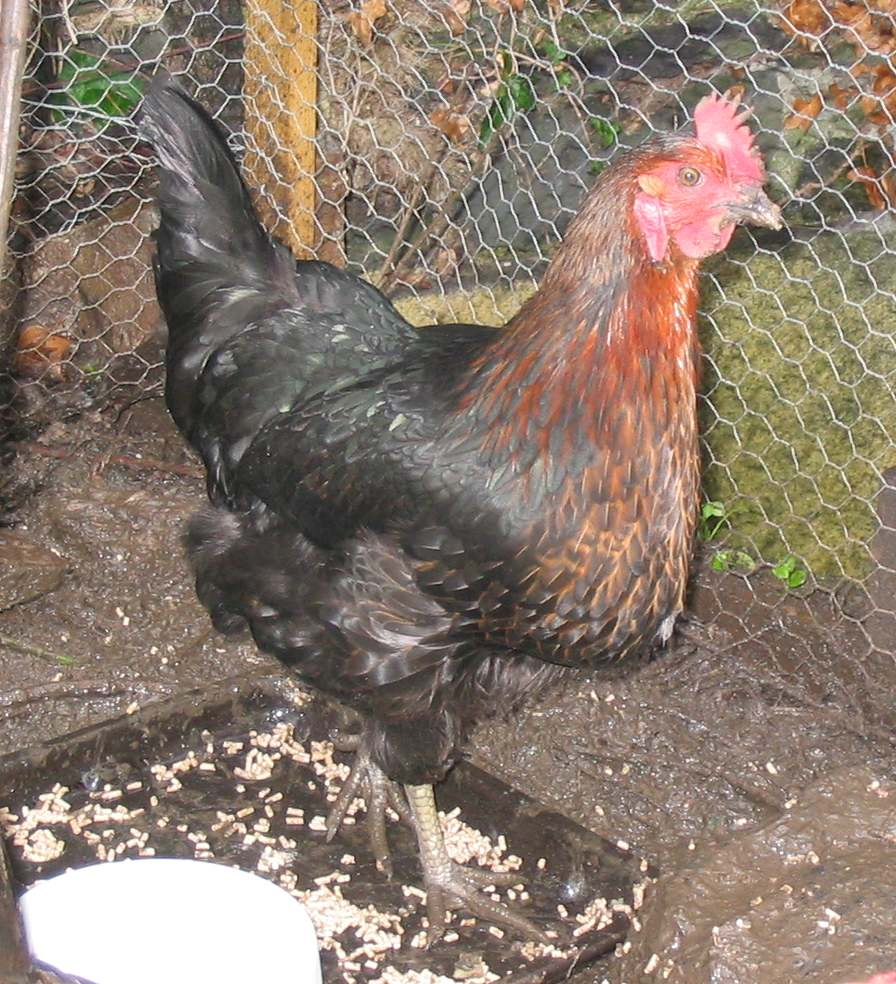
Gallina Black Rock.
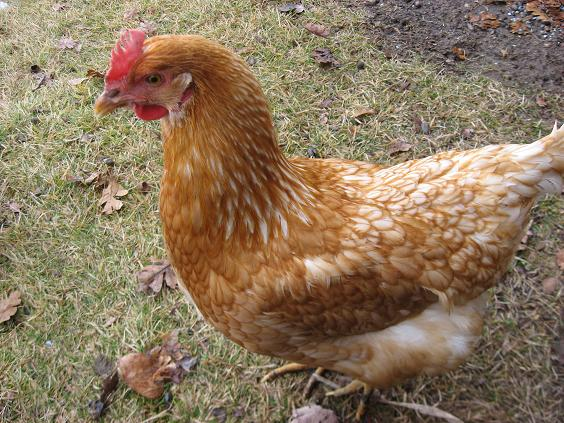
Una gallina roja sex-link.
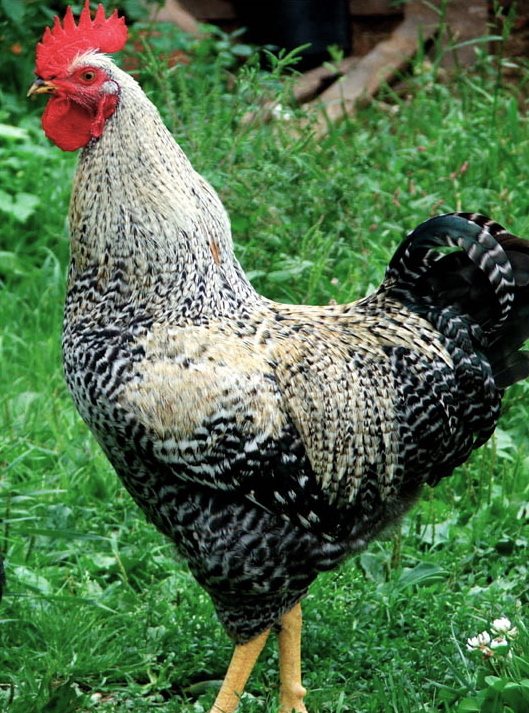
Gallo negro sex-link.
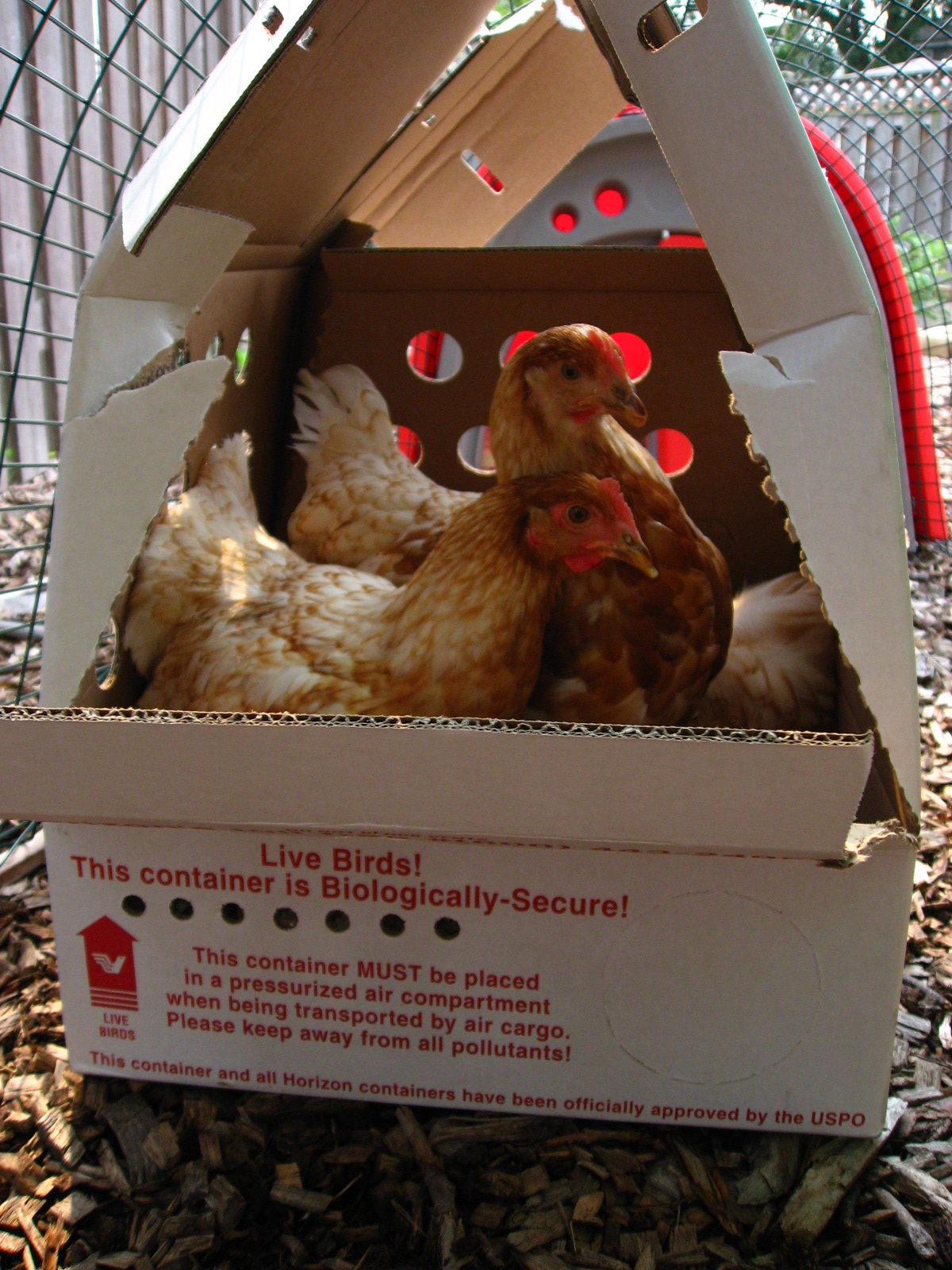
Pollitas para envío.
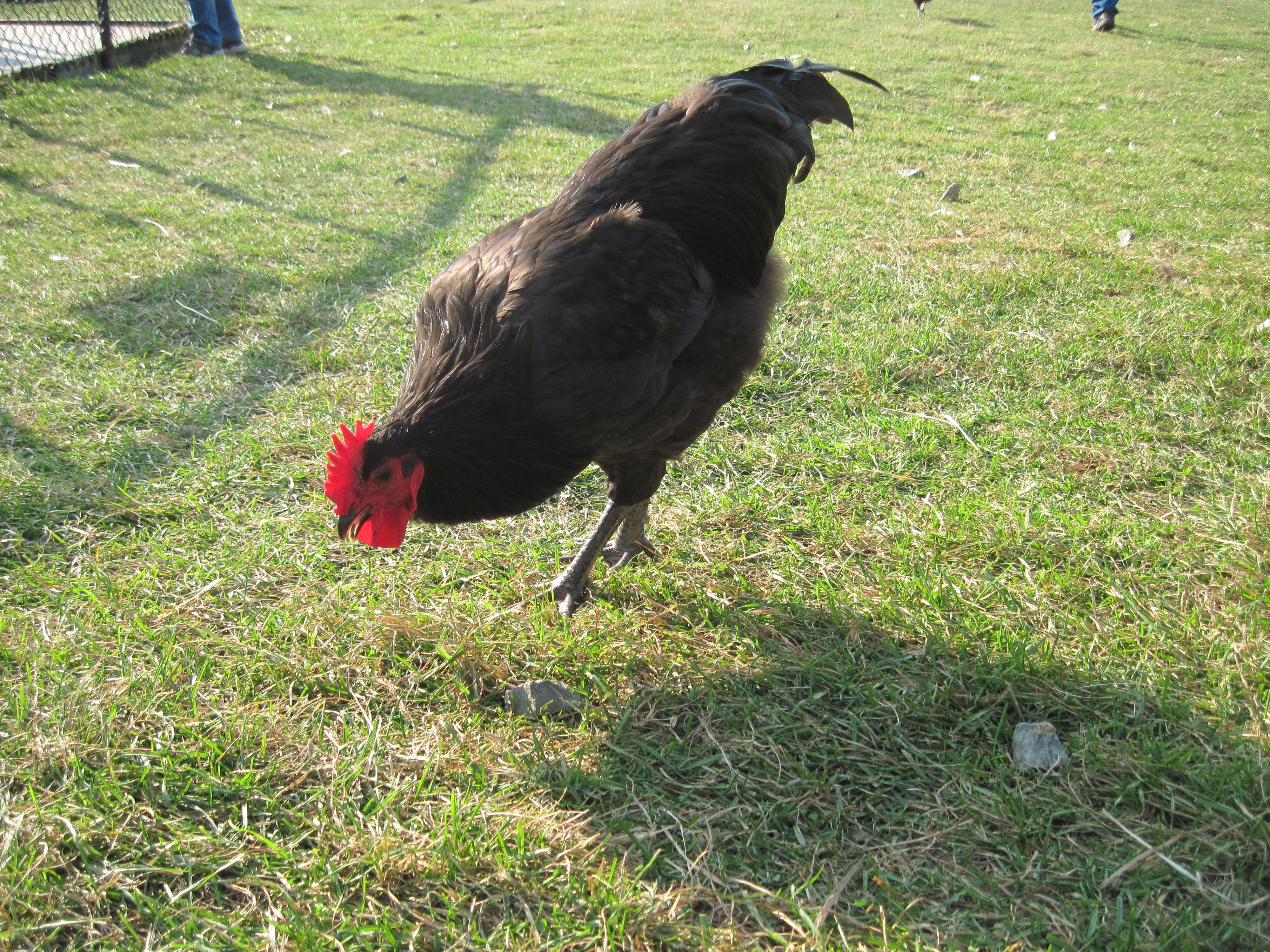
Gallo negro sex-link.
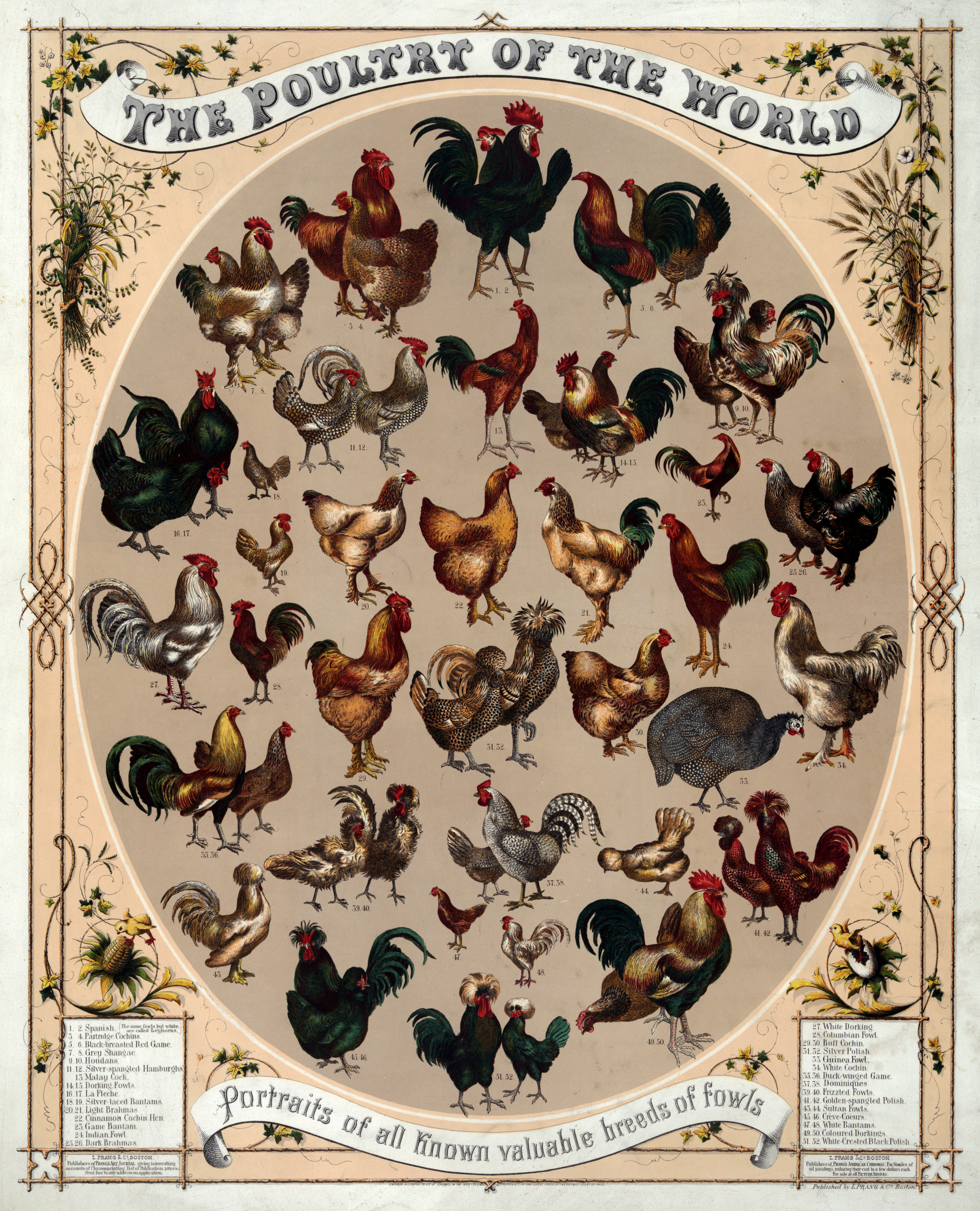
Ilustración de treinta y nueve variedades de pollo (y una pintada).